# 黄永胜
黃永勝（1910年11月17日—1983年4月26日），本名黄叙全，湖北咸寧人，原中國人民解放軍上將。原中国共产党、中华人民共和国政治人物，原副国级领导人。
黄永胜参加秋收起义，红军时期先后任红三十一师、红六十六师师长、红一师三团团长、红四师副师长、红二师师长，参与长征。抗日战争时期，任八路军晋察冀军区第三军分区副司令员、司令员，教导第二旅旅长。第二次国共内战时期，任热河军区司令员、冀热辽军区副司令员。热辽军区司令员，冀察热辽军区副司令员，东北民主联军第八纵队司令员，东北野战军第六纵队司令员、第四野战军四十五军军长，第十四、第十三兵团副司令员。中华人民共和国成立后，任广西军区副司令员、第十五兵团司令员兼广东军区副司令员、华南军区副司令员、中南军区参谋长、中国人民志愿军第十九兵团司令员、中南军区副司令员兼参谋长、广州军区司令员、中国人民解放军总参谋长等职。九一三事件后被打倒，1981年作为林彪反革命集团的主要成员被判处有期徒刑18年。

## 生平

### 早年生涯
1910年，黄永胜生于湖北省咸宁县高桥镇黄铁村普通农家。早年读过五年私塾，1922年夏考入武昌国立张之洞学校，次年12月辍学回家务农，并学会编竹篾的手艺。1926年秋，北伐军攻占武汉后，黄永胜参加农民自卫队，之后又到武汉参加北伐军，加入武汉国民政府警卫团当战士。

### 第一次国共内战时期
1927年9月，黄永胜參加秋收起义，在3团9连担任士兵。此后，随红军余部进军井冈山。同年12月，黄永胜经王良介绍加入中國共產黨，罗荣桓主持他的入党仪式。随后，黄永胜参与井冈山根据地斗争，期间被毛泽东改名为黄永胜。1929年，随红四军进军赣南、闽西，在中国工农红军任排长、连长、副团长、团长。1932年起，黄永胜先后任红三十一师、红六十六师师长，其率部围攻南丰，获得第四次反围剿战争胜利。1933年任红一师三团团长，参与第五次反围剿战争。1934年，黄永胜获中国工农红军三等红星奖章。
1934年10月，黄永胜参与长征，并参与强渡乌江战役。到陕北后，任红四师副师长，参加直罗镇战役。1936年，改任红二师师长，率部参加了东征战役，进入山西扩充红军势力。同年5月返回陕北，他又率部参加指挥山城堡战役。

### 抗日战争时期
抗日战争爆发后，黄永胜任八路軍115師独立团副團長，率部参加平型关战役，阻击日军援军。此后，与杨成武率独立团进军敌后，配合太原会战，攻占涞源、广灵、蔚县、紫荆关等地。11月，组建晋察冀军区，黄永胜任八路军晋察冀军区第三军分区副司令员，与陈漫远、王平等组织反扫荡战争。
1940年，黄永胜升任第三军分区司令员，在阜平、曲阳、唐县、望都地区作战，并参与百团大战。随后，曾指挥四个连的正规军和民兵击退日军三千人扫荡。1944年2月，任晋察冀军区机动旅旅长，与政委邓华率部驰援延安。此后，任陕甘宁晋绥联防军教导第二旅旅长。1945年，黄永胜出席中共七大。

### 第二次国共内战时期

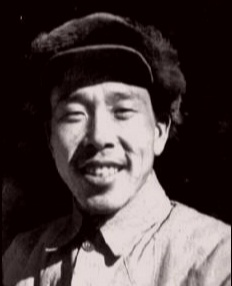
第二次国共内战时期的黄永胜

抗日战争结束后，黄永胜到热河，任热辽纵队司令员，参加绥远战役。此后又担任热河军区司令员、冀热辽军区副司令员。1946年6月，任热辽军区司令员。1947年4月，黄永胜任冀察热辽军区副司令员。1947年秋，任东北民主联军第八纵队司令员，参与东北秋季攻势，取得三战三捷，歼灭国军四十九军。
1948年3月，由于时任东北野戰軍第六縱隊司令员洪学智另有重任，东北局决定派遣黄永胜任代司令員，在洪学智外派期间代理其工作并在辽沈战役中指挥四个纵队围攻廖耀湘兵团。1948年底第六縱隊改為四十三軍，由于军长洪学智归队，代军长黃永勝改任第四十五军軍長，参与平津战役中的天津攻城战，并攻占金汤桥。1949年升任第四野戰軍第14兵團副司令員、第13兵團副司令員，参加广西战役。

### 中华人民共和国成立后
中華人民共和國成立後，任第13兵團司令員、第15兵團司令員兼广东军区副司令员，后兼广州市警备司令员。1951年任华南军区副司令员兼华南军区防空部队司令员和政委，中共中央华南分局常委。1952年任中南军区参谋长。1953年5月，黄永胜任中國人民志願軍第十九兵團司令員，參加朝鲜战争。1954年出任中南军区副司令员兼参谋长。1955年出任廣州軍區司令員，同年被授予上將軍銜，獲一級八一勛章、一級独立自由勋章、一級解放勳章。
文化大革命时期兼任廣東省革命委員會主任。1967年初，黄永胜在军委扩大会议上说：“希望中央文革多听毛主席的话，特别是江青同志要多听毛主席的话!”在文革波及香港后，黄永胜曾建议占领香港，但被国务院总理周恩来否决。1968年，在楊成武被鬥倒後调北京，出任中國人民解放軍總參謀長。1969年兼任军政大学校长、中共中央军委委员。按官方说法，「文化大革命」時，黄永胜和林彪一起迫害許多開國元勳，其中赵紫阳被批判，文年生被迫害致死。1971年夏天，黄永胜发表措辞严厉的声明，谴责周恩来计划寻求与美国更紧密的关系。
黄永胜是第一、二、三屆國防委員會委員，中共第八屆中央候補委員、中央委員，第九屆中央委員、中央政治局委員。1971年九一三事件后，黄永胜作为林彪在政治局和军队里的盟友被撤職。1973年8月被開除黨籍，隔离审查，即使是家人也不知其去向。1981年被確认為“林彪、江青反革命集團”成員，判有期徒刑18年，剝奪政治權利5年，不久即保外就医。1983年4月26日在青島去世。

## 逸事
- 黃永勝在十三兵團（駐廣東寶安）司令員任內，帶同下屬到當時仍未封關的香港遊玩，並拍下數張西裝照。
- 黄永胜喜欢古典音乐，1949年之后卧室有一台價值不菲的澳大利亞古色古香老唱机，1960年代即在洗手间安裝了一部日本的磁带录放机。
- 黄永胜平常对人非常严肃，特别是对高级将领，但对下属却特别宽容。

## 传记
2010年11月黄正（黄永胜之子）所著《军人永胜——前解放军总参谋长黄永胜将军前传》由香港新世纪出版及传媒有限公司出版。内容包括序章、正文一至九章和尾章，记录了黄永胜在建国以前的军旅生涯。

## 家庭
妻子：项辉方，1918年出生，1940年结婚，与黄永胜有四子二女。1971年离婚，与党中央保持高度一致。历任第四野战军十五兵团干部子弟学校副校长，中南军区第二干部子弟学校副校长，广州六一小学校长，广州八一中学校长，广州军区司令部办公室副主任。离婚后任中央军委总参谋部办公室主任，1983年任军政大学办公室主任。2003年去世，被三子安排与前夫黄永胜葬在一起。
长子黄春光，毕业于西安通讯工程学院，云南航空部队服役，国企工作，下海经商。
二子黄春明，四子黄春义，都长期在部队，后转业任职，各有成就。晚年迁往国外。
三子黄春耀，当过兵，文艺工作者。2004年出版父亲的传记《军人永胜》。